# Ering
Ering je obec v německé spolkové zemi Bavorsko, v zemském okrese Rottal-Inn ve vládním obvodu Dolní Bavorsko. Území obce přes řeku Inn sousedí s Rakouskem.
V roce 2013 zde žilo 1 769 obyvatel.